# Bactra ametra
Bactra ametra es una especie de polilla del género Bactra, categorizada en la tribu Olethreutini, de la subfamilia Olethreutinae.

## Distribución
Se distribuye por Madagascar.

## Taxonomía
Fue descrita por Diakonoff en 1983 y publicada en (Bactra), Annls Soc. ent. Fr. (N.S.) 19: 302.